# Омсино
Омсино — деревня в Слободском районе Кировской области в составе Светозаревского сельского поселения.

## География
Находится на расстоянии примерно 17 км по прямой на юго-восток от районного центра города Слободской.

## История
Известна с 1678 года как деревня Омсинская с 9 дворами (позже иногда Амсинская). В 1764 111 жителей из новокрещённых удмуртов. В 1873 году в ней было учтено дворов 52 и жителей 475, в 1905 80 и 718, в 1926 119 и 682 (676 удмурты), в 1950 57 и 212 соответственно. В 1989 году оставалось 38 жителя. С 1939 по 1950 года деревня учитывалась как два населенных пункта Старое и Новое Омсино.

## Население
Постоянное население составляло 19 человек (удмурты 100 %) в 2002 году, 20 в 2010.